# Innsbrucker Platz
Innsbrucker Platz – plac na granicy berlińskich dzielnic Schöneberg oraz Friedenau. Usytuowany jest u zbiegu ulic Hauptstraße, Innsbrucker Straße, Ebersstraße oraz Wexstraße.
Plac powstał w 1910 roku i od samego początku istnieje pod nim podziemna stacja metra Berlin Innsbrucker Platz, dzisiejszej linii U4, która tutaj kończy bieg. W 1927 roku została nadana obecna nazwa. Na południowej stronie placu znajduje się wejście do stacji okrężnej linii S-Bahn.
Od 1979 r. plac jest dominowany przez węzeł autostrady Stadtring (dziś A100), która prowadzona jest pod placem w tunelu.